# Veleno (альбом Fleshgod Apocalypse)
Veleno (с итал. — «Яд») — пятый студийный альбом итальянской симфоник-дэт-метал-группы Fleshgod Apocalypse, выпущенный 24 мая 2019 года на лейбле Nuclear Blast. На песни «Sugar» и «Monnalisa» были сняты клипы. Альбом в целом получил положительные отзывы от критиков. Журнал Loudwire назвал Veleno одним из 50 лучших метал-альбомов 2019 года, а Metal Hammer поставил альбом на 11 место в списке 25 лучших симфоник-метал-альбомов за всё время.

## История создания
В 2017 году группу покинули два гитариста, находившиеся в группе почти с самого основания, Томмасо Риккьярди и Кристиано Трионфера. Уход музыкантов сильно ударил по группе, но Fleshgod Apocalypse решили сконцентрироваться только на одном: «встать на ноги и вложить все силы в новую пластинку». Франческо Паоли, бывший вокалист и гитарист, оставил пост барабанщика, чтобы снова занять своё прежнее место у микрофона. Гитаристом приглашён Фабио Бартолетти из Deceptionist, а давний друг коллектива, Давид Фолчитто, занял место ударника.
Альбом записывался более спонтанно, чем предыдущие. Ранее группа делала большие перерывы в концертных турах, чтобы сосредоточиться на сочинении песен, но в этот раз они отказались от такого подхода. Франческо Паоли, фронтмен группы, сказал в интервью: «Мы писали всякий раз, когда чувствовали вдохновение, на гастролях или дома. Мы также позволяем себе больше экспериментировать, пробуя совершенно новые жанры, которые мы любим и которые являются частью нашего музыкального прошлого. Мы собрали все наши идеи и проекты в условиях полной свободы. Вот почему „Veleno“, вероятно, наш самый непредсказуемый альбом; почти как существо, живущее своей собственной жизнью».
«Металлическая» часть альбома записывалась в двух студиях, Bloom Recording и Kick Recording, в Риме; а оркестровая часть была записана в Musica Teclas Studio, в Перудже. Затем записи были переданы датскому продюсеру Якобу Хансену, известному по работе с Volbeat, The Black Dahlia Murder и Epica в Hansen Studios для сведения и мастеринга. По словам Паоли, запись заняла около трёх месяцев. Оформлением альбома занимался Трэвис Смит.

## Продвижение
8 марта 2019 года был выпущен первый сингл с альбома «Sugar». Клип на песню снял Джованни Буччи, известный по работе с Korn. Франческо Паоли рассказывает: «Я познакомился с Джованни пару лет назад, когда сотрудничал с его собственной группой ODDKO. Вскоре мы стали хорошими друзьями, и заговорили о том, чтобы пригласить его в качестве режиссёра для новых клипов Fleshgod».
Спустя почти месяц, 5 апреля, был выпущен второй сингл «Carnivorous Lamb». «Как там говорится? Никогда не суди о книге по обложке? Так вот, это смысл этой песни. Нас постоянно окружают фальшивые люди и приспособленцы; мы больше не можем этого выносить. Мы не можем терпеть лицемерие и бесконечные причитания этих мудаков. Даже самый милый и безобидный ягнёнок может стать самым свирепым волком, когда что-то угрожает его интересам», — утверждает Франческо Паоли.
Релиз состоялся 24 мая 2019 года. В ноябре 2019 года было объявлено, что весной 2020 года группа отправится в тур по Северной Америке со струнным квартетом в поддержку альбома, однако из-за пандемии концерт пришлось перенести на неопределённое время.
26 февраля 2020 года вышел клип на песню «Monnalisa». Режиссёр видео, Джованни Буччи, сказал, что он хотел уйти от мрачных стереотипов метал-клипов, и поскольку участники группы из Италии, он подумал, что было бы интересно сопоставить образы дэт-метала с элементами классической итальянской культуры.

## Отзывы критиков
| Оценки критиков | Оценки критиков |
| Источник        | Оценка          |
| --------------- | --------------- |
| CoS             | B-              |
| Exclaim!        | [ 14 ]          |
| InRock          | [ 3 ]           |
| Metal.de        | [ 15 ]          |
| Rock Hard       | [ 9 ]           |
| Sputnikmusic    | ·               |

Альбом в целом получил благоприятные отзывы. Алексей Арбузов из InRock оценил альбом в 8 баллов из 10 и отметил, что группа начинала с брутального техникал-дэта с вкраплениями неоклассики, но с каждым новым альбомом симфонических элементов становилось всё больше, а «доза брутал-дэта сокращалась», и в итоге сама превратилась во вкрапление. Ронни Биттнер из Rock Hard поставил альбому 6 из 10 баллов, также отметив эту закономерность и добавил, что коллективу не хватает осмысленных мелодий и структуры песен. Рецензент Consequence of Sound Джозеф Шафер напротив, высказал мнение, что Fleshgod Apocalypse не сильно изменили своё звучание за прошедшие годы, но Veleno знаменует собой небольшой шаг вперёд для группы в плане написания песен. Джек Келлехер из Exclaim! писал, что альбом похож «на прослушивание Amon Amarth в одном ухе и Вагнера в другом». Metal.de отмечает, что брутальные, монументальные оркестровые моменты, которые можно было услышать на предыдущем альбоме, на Veleno больше не встречаются, а вместо этого больше внимания уделяется «немного раздражающему фортепиано».
Грэхем Хартманн из Loudwire назвал песню «Sugar» мелодичной и злобной дэт-метал-композицией, со слегка урезанной насыщенной оркестровкой последних альбомов Fleshgod Apocalypse.
Одним из бонус-треков пластинки стала кавер-версия композиции «Reise, Reise» с одноимённого альбома немецкой индастриал-метал-группы Rammstein. По словам Алексея Арбузова из InRock, у итальянцев вышло более утончённо и помпезно, нежели в оригинале.
Loudwire включил Veleno в подборку 50 лучших метал-альбомов 2019 года, в то время как издание Metal Hammer поставил его на 11 место в своём списке 2021 года 25 лучших симфоник-метал-альбомов всех времён.

## Список композиций
| №                   | Название                      | Длительность |
| ------------------- | ----------------------------- | ------------ |
| 1.                  | «Fury»                        | 4:38         |
| 2.                  | «Carnivorous Lamb»            | 4:40         |
| 3.                  | «Sugar»                       | 4:17         |
| 4.                  | «The Praying Mantis Strategy» | 1:04         |
| 5.                  | «Monnalisa»                   | 5:24         |
| 6.                  | «Worship and Forget»          | 4:32         |
| 7.                  | «Absinthe»                    | 6:09         |
| 8.                  | «Pissing on the Score»        | 4:30         |
| 9.                  | «The Day We’ll Be Gone»       | 5:58         |
| 10.                 | «Embrace the Oblivion»        | 7:49         |
| 11.                 | «Veleno»                      | 2:42         |
| Общая длительность: | Общая длительность:           | 51:39        |

| №                   | Название                            | Длительность |
| ------------------- | ----------------------------------- | ------------ |
| 12.                 | «Reise, Reise» (кавер Rammstein)    | 4:42         |
| 13.                 | «The Forsaking» (Nocturnal Version) | 6:00         |
| Общая длительность: | Общая длительность:                 | 62:21        |

## Участники записи
| - Франческо Паоли — вокал, ритм-гитара, ударные - Паоло Росси — бас-гитара, вокал - Франческо Феррини — фортепиано, аранжировка - Фабио Бартолетти — соло-гитара - Вероника Бордаччини — оперный вокал - Якоб Хансен — продюсирование, сведение, мастеринг - Марко Мастробуоно — сведение, мастеринг (бонус-треки) - Трэвис Смит — обложка | - Нетта Ског — аккордеон - Томмасо Бруски — виолончель - Федерико Пассаро — контрабас - Давид Фолчитто — ударные - Даниэле Маринелли — мандолина - Маттео Флори — перкуссия - Маурицио Кардулло — ирландская волынка - Федерико Микели — альт - Аурора Баккиорри — скрипка - Лукрезия Санниполи — скрипка |